# Ricky Subagja
Ricky Subagja (Bandung, 27 januari 1971) is een voormalig Indonesisch badminton-speler.
Subagja werd in 1995 wereldkampioen badminton in het dubbelspel met zijn partner Rexy Mainaky. Ze versloegen de Denen Jon Holst-Christensen en Thomas Lund in de finale. Het hoogtepunt van zijn carrière was het winnen van de gouden medaille op de Olympische Spelen van 1996 in Atlanta in het dubbelspel, wederom met Mainaky.
Subagja is gescheiden van zijn vrouw, met wie hij een dochter heeft.
1992: Kim Moon-soo & Park Joo-bong ·
1996: Rexy Mainaky & Ricky Subagja ·
2000: Tony Gunawan & Candra Wijaya ·
2004: Kim Dong-moon & Ha Tae-kwon ·
2008: Markis Kido & Hendra Setiawan ·
2012: Cai Yun & Fu Haifeng ·
2016: Fu Haifeng & Zhang Nan ·
2020: Lee Yang & Wang Chi-lin ·
2024: Lee Yang & Wang Chi-lin